# Johann Gottlieb Wolfsteller
Johann Gottlieb Wolfsteller (né en 1794 à Rackith près de Wittemberg et mort en 1867 à Hambourg) est un maître facteur d'orgue allemand.
Wolfsteller travaille comme facteur d'orgue à partir de 1819 à Hambourg et dirige son « Hamburger Orgelbauanstalt » Haus Brook 67. Après sa mort, son fils Christian Heinrich Wolfsteller reprend la célèbre fabrique d'orgues.

## Réalisations (sélection)
| Année     | Lieu       | Bâtiment                         | Photo | Clavier | Registre | Remarques                                                                                            |
| --------- | ---------- | -------------------------------- | ----- | ------- | -------- | --- |
| 1839-1841 | Hambourg   | Église Saint-Michel de Hambourg  |       |         |          | Quelques modifications et ajouts                                                                     |
| 1846      | Hambourg   | Église Saint-Jacques de Hambourg |       |         |          | Changement de disposition en 1836; Installation d'un boîtier de commande pour les œuvres supérieures |
| 1848      | Hambourg   | Église Saint-Pierre de Hambourg  |       |         |          | Installation de deux claviers dans l'orgue préalablement restauré, 1852 ajout d'un troisième clavier |
| 1851      | Varchentin | Église du village                |       |         |          | Création de l'orgue dans l'église du village                                                         |